# Larroque (Tarn)
Larroque è un comune francese di 175 abitanti situato nel dipartimento del Tarn nella regione dell'Occitania.

## Società

### Evoluzione demografica
Abitanti censiti